# 傑伊齊
50°44′34″N 32°21′12″E / 50.74278°N 32.35333°E
傑伊齊（烏克蘭語：Гейці），是烏克蘭北部的村莊，隸屬切爾尼希夫州的普里盧基區。該村始建於1700年，面積0.75平方公里，海拔高度163米，2001年人口118，人口密度每平方公里157.1人。